# Bloomfield (Connecticut)
Bloomfield város az USA Connecticut államában, Hartford megyében. Lakosainak száma 21 535 fő (2020. április 1.).

## Népesség
A település népességének változása:

| 2010 | 20 486 |
| 2020 | 21 535 |